# Pseudobulweria rupinarum
Il petrello di Sant'Elena maggiore (Pseudobulweria rupinarum) era un uccello della famiglia Procellariidae.
Endemico dell'Isola di Sant'Elena, si estinse probabilmente poco dopo la scoperta dell'isola nel 1502. La specie è stata infatti descritta sulla base di fossili trovati sull'isola.